# Arabisch-Normandisch Palermo en de kathedralen van Cefalù en Monreale
Arabisch-Normandisch Palermo en de kathedralen van Cefalù en Monreale is een groep van negen bouwwerken aan de noordkust van Sicilië. De bouwwerken stammen uit de tijd van Normandische Koninkrijk Sicilië (1130-1194). De groep bestaat uit twee paleizen, drie kerken, een kathedraal en een brug in Palermo en de kathedralen van Cefalù en Monreale. De groep werd in 2015 tijdens de 39e sessie van de Commissie voor het Werelderfgoed door UNESCO erkend als werelderfgoed en aan de lijst toegevoegd.
De Normandische machthebbers bouwden vele bouwwerken in een stijl, die bekend werd als de Arabisch-Normandische stijl. Ze gebruikten de beste praktijken van de Arabische en Byzantijnse architectuur in hun eigen kunst.  Hoewel elk van de locaties door een andere bouwer is gebouwd, zijn ze met elkaar verbonden vanwege hun gedeelde architectuur en tijdsperiode.  Deze negen bouwwerken proberen een gedeelde identiteit te creëren tussen de gebieden waarin ze zijn gebouwd. Dit komt omdat veel mensen ervoor kozen om de bouwwerken samen te bezoeken, en niet slechts één voor één. Het zorgt niet alleen voor een stabiele inkomsten uit toerisme, maar ook voor toeristen die elk van de locaties hebben bezocht en die ervaring met zich meebrengen.
Momenteel worden alle gebouwen voortdurend gerestaureerd en onderhouden. Deze zorg varieert van locatie tot locatie, maar bestaat meestal uit plaatselijke restauratie (schoonmaken, muurschilderingen onderhouden, enz.), onderzoek (hoe het gebouw er oorspronkelijk uitgezien zou kunnen hebben en wat daar gedaan is) en structurele restauratie (ervoor zorgen dat het gebouw veilig is en structureel gezond is).

## Bouwwerken
| Bouwwerk                    | Plaats   | Foto |
| --------------------------- | -------- | ---- |
| Palazzo dei Normanni        | Palermo  |      |
| Cappella Palatina           | Palermo  |      |
| La Zisa                     | Palermo  |      |
| Kathedraal van Palermo      | Palermo  |      |
| San Giovanni degli Eremiti  | Palermo  |      |
| Santa Maria dell'Ammiraglio | Palermo  |      |
| San Cataldo                 | Palermo  |      |
| Ponte dell'Ammiraglio       | Palermo  |      |
| Dom van Cefalù              | Cefalù   |      |
| Dom van Monreale            | Monreale |      |

Rotstekeningen van Valcamonica · Kerk en dominicanenklooster van Santa Maria delle Grazie met "Het Laatste Avondmaal" van Leonardo da Vinci · Historisch centrum van Rome, de bezittingen van de Heilige Stoel in die stad met speciale territoriale rechten en Sint-Paulus buiten de Muren · Historisch centrum van Florence · Venetië met zijn lagune · Domplein van Pisa · Historisch centrum van San Gimignano · Sassi en het park met de rotskerken van Matera · Vicenza en de Palladiaanse villa's in Veneto · Historisch centrum van Siena · Historisch centrum van Napels · Crespi d'Adda · Ferrara, stad van de renaissance in de Po-delta · Castel del Monte · Trulli van Alberobello · Vroeg-christelijke monumenten van Ravenna · Historisch centrum van Pienza · 18e-eeuws Koninklijk Paleis van Caserta met park, aquaduct van Vanvitelli en San Leuciocomplex · Residenties van het Koninklijk Huis van Savoye · Botanische tuin in Padua · Porto Venere, Cinque Terre en de eilanden Palmaria, Tino en Tinetto ·  Kathedraal, Torre Civica en Piazza Grande, Modena · Archeologisch Pompeï, Herculaneum en Torre Annunziata · Amalfitaanse kust · Archeologisch Agrigento · Villa Romana del Casale · Nuraghe Su Nuraxi bij Barumini · Nationaal park Cilento, Vallo di Diano e Alburni met archeologisch Paestum en Velia en Kartuizerklooster San Lorenzo · Historisch centrum van Urbino · Archeologische opgravingen en Patriarchale Basiliek van Aquileia · Villa Adriana, Tivoli · Eolische Eilanden · Assisi, Sint-Franciscusbasiliek en andere franciscaanse locaties · Verona · Villa d'Este, Tivoli · Laatbarokke steden in het Val di Noto (Zuidoost-Sicilië) · Heilige bergen · Monte San Giorgio · Etruskische begraafplaatsen van Cerveteri en Tarquinia · Val d'Orcia · Syracuse en de rotsnecropolis van Pantalica · Genua: Le Strade Nuove en het systeem van de Palazzi dei Rolli · Oude en voorhistorische beukenbossen van de Karpaten en andere regio's van Europa · Mantua en Sabbioneta · Rhätische Bahn in het Albula/Bernina-landschap · Dolomieten · Longobarden in Italië. Plaatsen van macht (568-774 na Christus) · Prehistorische paalwoningen in de Alpen · Etna · Villa's en tuinen van de Medici in Toscane · Wijngaardlandschap van Piëmont: Langhe-Roero en Monferrato · Arabisch-Normandisch Palermo en de kathedralen van Cefalù en Monreale · Venetiaanse verdedigingswerken van de 15e tot 17e eeuw: Stato da Terra - westelijke Stato da Mar · Ivrea, industriestad van de 20e eeuw · De prosecco-heuvels van Conegliano en Valdobbiadene · Historische kuuroorden van Europa (Montecatini Terme) · Padua's 14e-eeuwse frescocycli · De portieken van Bologna · Via Appia. Regina viarum